# باسكال جيولاند
باسكال جيولاند (بالفرنسية: Pascale Jeuland)‏ مواليد 2 يونيو 1987 في رين، هي درّاجة فرنسية في صنف سباق الدراجات على الطريق وعلى المضمار. شاركت في دورة الألعاب الأولمبية الصيفية.

## الميداليات
| الميدالية | المسابقة                               |
| --------- | -------------------------------------- |
| ذهبية     | بطولة العالم للدراجات على المضمار 2010 |

## روابط خارجية
- باسكال جيولاند على موقع الاتحاد الدولي للدراجات (الإنجليزية)
- باسكال جيولاند على موقع أرشيف الدراجات (الإنجليزية)
- باسكال جيولاند على موقع إحصائيات الدراجات الإحترافية (الإنجليزية)
- باسكال جيولاند على موقع نسبة الدراجات (الإنجليزية)
- باسكال جيولاند على موقع اللجنة الأولمبية الدولية (الإنجليزية)
- باسكال جيولاند على موقع أوليمبيديا (الإنجليزية)
- باسكال جيولاند على موقع اللجنة الأولمبية الفرنسية (مؤرشف) (الفرنسية)